# Aïmag
Ne doit pas être confondu avec Aimargues.

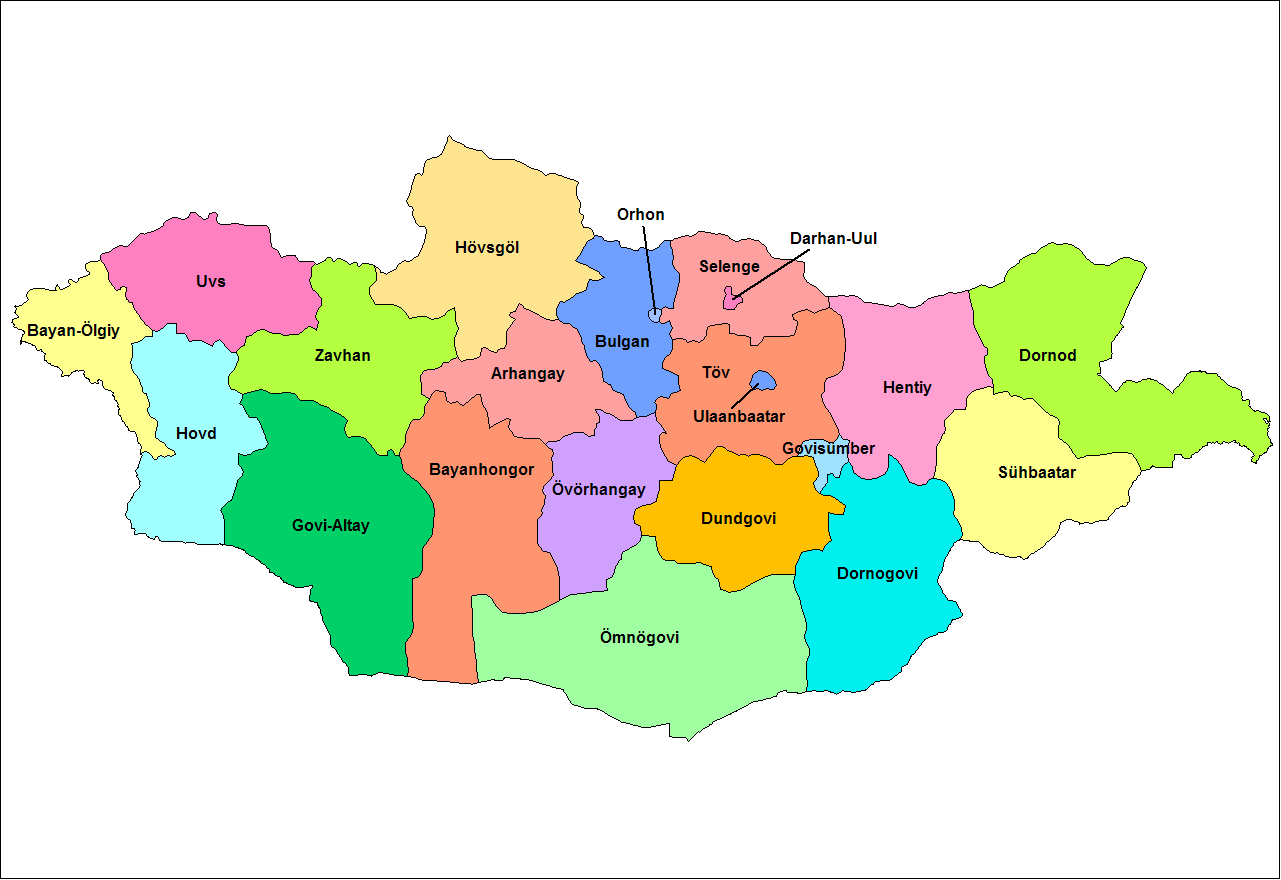
Les aïmag de Mongolie.

Un aïmag (mongol : , API Khalkha : [ˈɛːmə̆q], cyrillique : аймаг, oïrate : әәмг ; lit. « ligue ») est une division administrative de premier niveau en Mongolie (équivalent de « province ») et en Bouriatie. Créées par le gouvernement mandchou (Toungouses) de la dynastie Qing, lors de la création du régime des ligues et bannières, en 1649, dans les régions de l'Empire chinois habitées majoritairement par des Turcs, Mongols et Toungouses, il en existe encore trois en République populaire de Chine, toutes situées en Mongolie-Intérieure.
Chaque aïmag est divisé en un certain nombre de sum. La capitale Oulan-Bator est administrée séparément comme un district fédéral.

## Liste des aïmag
| Aïmag        | Aïmag         | Aïmag             | Capitale      | Capitale          |
| ISO-9        | ISO 3166-2:MN | Mongol cyrillique | Transcription | Mongol cyrillique |
| ------------ | ------------- | ----------------- | ------------- | ----------------- |
| Arkhangai    | Arhangay      | Архангай          | Tsetserleg    | Цэцэрлэг          |
| Bayan-Ölgii  | Bayan-Ölgiy   | Баян-Өлгий        | Ölgiy         | Өлгий             |
| Bayankhongor | Bayanhongor   | Баянхонгор        | Bayanhongor   | Баянхонгор        |
| Bulgan       | Bulgan        | Булган            | Bulgan        | Булган            |
| Darkhan-Uul  | Darhan uul    | Дархан-Уул        | Darkhan       | Дархан            |
| Dornod       | Dornod        | Дорнод            | Choybalsan    | Чойбалсан         |
| Dornogovi    | Dornogovĭ     | Дорноговь         | Saynshand     | Сайншанд          |
| Dundgovi     | Dundgovĭ      | Дундговь          | Mandalgovĭ    | Мандал-Говь       |
| Govi-Altai   | Govĭ-Altay    | Говь-Алтай        | Altay         | Алтай             |
| Govisümber   | Govĭ-Sümber   | Говь-Сүмбэр       | Choyr         | Чойр              |
| Khentii      | Hentiy        | Хэнтий            | Öndörhaan     | Өндөрхаан         |
| Khovd        | Hovd          | Ховд              | Khovd         | Ховд              |
| Khövsgöl     | Hövsgöl       | Хөвсгөл           | Mörön         | Мөрөн             |
| Ömnögovi     | Ömnögovĭ      | Өмнөговь          | Dalanzadgad   | Даланзадгад       |
| Orkhon       | Orhon         | Орхон             | Erdenet       | Эрдэнэт           |
| Övörkhangai  | Övörhangay    | Өвөрхангай        | Arvayheer     | Арвайхээр         |
| Selenge      | Selenge       | Сэлэнгэ           | Sükhbaatar    | Сүхбаатар         |
| Sükhbaatar   | Sühbaatar     | Сүхбаатар         | Baruun-Urt    | Баруун-Урт        |
| Töv          | Töv           | Төв               | Zuunmod       | Зуунмод           |
| Uvs          | Uvs           | Увс               | Ulaangom      | Улаангом          |
| Zavkhan      | Dzavhan       | Завхан            | Uliastay      | Улиастай          |

## Histoire

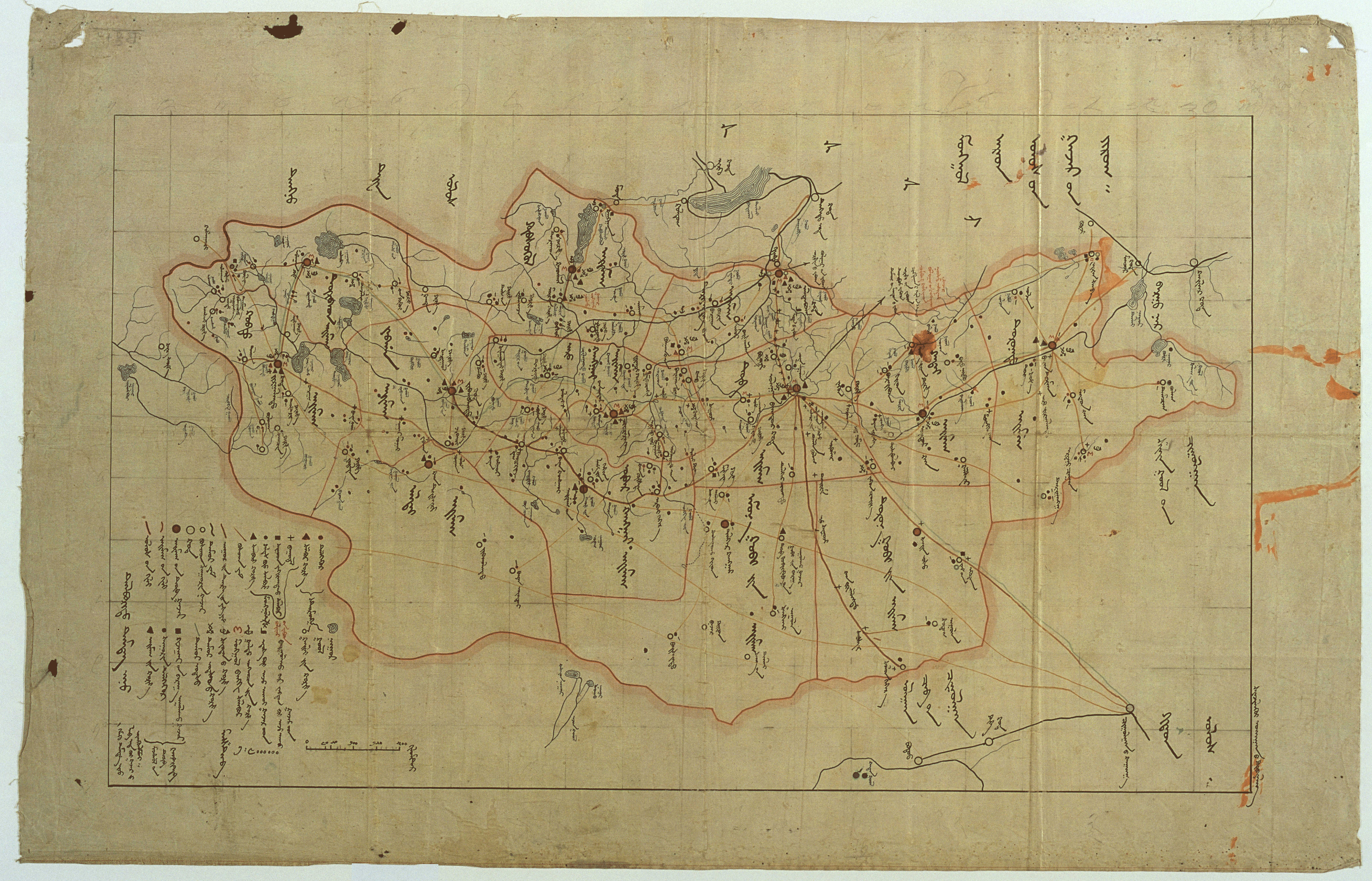
Carte des aimag en 1932

La Dynastie Qing crée le régime des ligues et bannières en 1649. Il est mis en place en Mongolie du Nord (ou Mongolie-Extérieure, actuel pays indépendant) après la soumission de ses Khans en 1691.
À la fin de la dynastie mandchoue Qing, le territoire de Mongolie extérieure fut divisé entre les khanats de Khowd, Jassaktu, Sain-Noin, Tushetu, et Tsetsen. Après la déclaration d'indépendance de la Mongolie en 1921, les provinces de Ala-Shan, Ordos, Silin Gol, et Chearim restèrent en Chine et le Tannu Uriankhai devint la République d'Urianchai la République populaire de Tannou-Touva (1921) (aujourd'hui République autonome de Touva, en Russie). La nouvelle République populaire de Mongolie conserva tout d'abord les subdivisions administratives existantes.
En 1941, une réorganisation administrative fut entreprise, qui entraîna la création des aïmag de : 
Arhangay, Choibalsan, Dornogovi, Zavhan, Hentiy, Hovd, Hövsgöl, Ömnögovi, Övörhangay, Töv et Uvs. Une longue bande du sud du Gobi revint à la Chine en 1954. La subdivision de la Mongolie restante fut alors redéfinie, créant les aïmag de Bayanhongor, Bayan-Ölgiy, Bulgan, Dundgovi, Govi-Altay et Sühbaatar. L'aïmag de Selenge fut créée à partir de 
Töv Aïmag deux ans après.
L'aïmag de Choibalsan fut renommé en aïmag de Dornod en 1963 et la capitale Oulan-Bator fut séparée de l'aïmag de Töv en tant que district fédéral. Le même statut fut donné aux villes industrielles nouvellement créées : Darkhan (en 1961 dans la province de Selenge) et Erdenet (en 1975 dans la province de Bulgan). En 1994, deux Sum (ou districts) furent retirés de Bulgan pour créer l'aïmag de Orhon autour d'Erdenet et quatre sum de Selenge pour créer l'aïmag de Darkhan-Uul autour de Darkhan. Ces deux villes abandonnèrent ainsi leur statut spécial. L'aïmag de Govisümber naquit de la partition de Dornogovi Aïmag en 1996.